# Rynkowce (rejon grodzieński)
Rynkowce, a. Rynkowicze (biał. Рынкаўцы; ros. Рынковцы) – wieś na Białorusi, w obwodzie grodzieńskim, w rejonie grodzieńskim, w sielsowiecie Sopoćkinie, nad Kanałem Augustowskim.
W dwudziestoleciu międzywojennym wieś leżała w Polsce, w województwie białostockim, w powiecie augustowskim.